# Emil Seifert
Emil Seifert (28. dubna 1900, Praha – 20. října 1973) byl český fotbalista, československý reprezentant a trenér.

## Sportovní kariéra
Za československou reprezentaci odehrál v letech 1920–1927 osmnáct utkání. Hrál nejprve ve Viktorii Žižkov, roku 1921 přestoupil do Slávie Praha a již v ní zůstal, a to i po skončení hráčské kariéry jako trenér mládeže – trénoval do posledního dne svého života. Je trojnásobným mistrem Československa z let 1925, 1929 a 1933. Český sportovní novinář a historik Zdeněk Šálek o něm napsal: "Rychlý, houževnatý hráč, na svou dobu moderní obránce."